# Parc Central de Nou Barris
El Parc Central de Nou Barris està situat al Districte de Nou Barris de Barcelona. Amb 17,7 hectàrees, és un dels més grans de la ciutat.

## Història
El projecte del parc fou dels arquitectes Carme Fiol i Andreu Arriola, i s'efectuà en tres fases. Es tractava d'urbanitzar una zona anteriorment bastant degradada, amb forts desnivells que dificultaven el pas als veïns. Va ser inaugurat l'any 1999 quan va acabar la primera fase de construcció (1997-1999) amb 77.986 m² de parc. Més tard, va ser ampliat amb una segona fase (2000-2003) que hi va afegir 88.652 m² de superfície, i l'any 2007 amb una tercera fase de 10.615 m², essent guardonat amb el premi d'arquitectura International Urban Landscape Award a Frankfurt (Alemanya)..

## Descripció

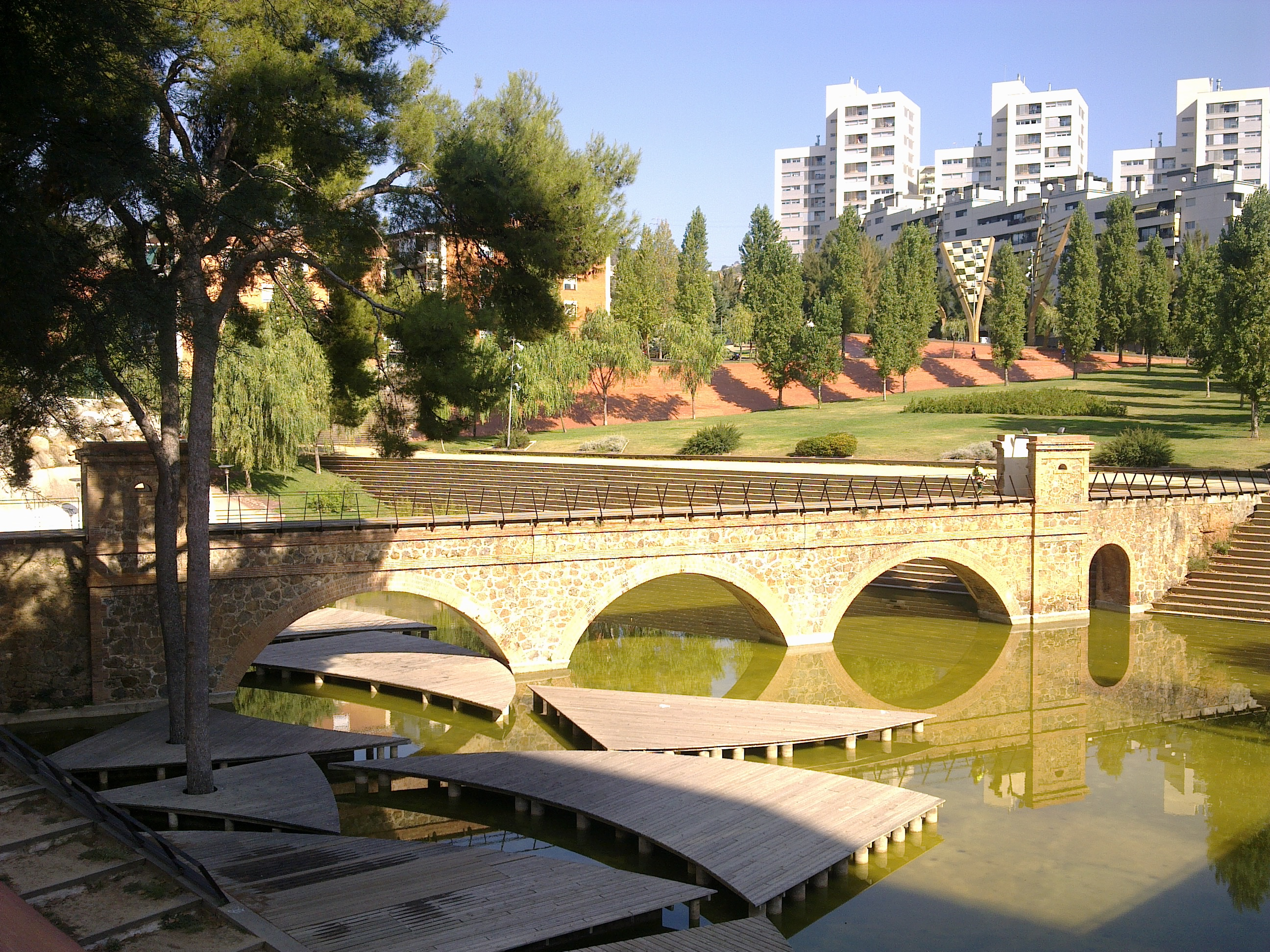
Aqüeducte Dosrius

Al parc es troben les masies de Can Carreras (en la qual es van invertir els 50.000 € aconseguits amb el premi International Urban Landscape Award del 2007) i Ca n'Ensenya. També destaca part de l'antic aqüeducte Dosrius, que avui passa por sobre d'un estany, i que en el passat creuava el torrent de Can Carreras.
Una gran zona verda, amb dos llacs separats pel passeig de Fabra i Puig, va ser creada durant la segona fase del parc, la qual té un total de 1562 arbres i més de 500 arbustos, entre més de 30 espècies diferents; destaquen pollancres, acàcies, magnòlies, oliveres, xiprers, garrofers, alzines, pins i palmeres. A més cal mencionar un espai triangular, a prop de la plaça Karl Marx, de 4500 m² amb 130 palmeres de diferents espècies.
El parc disposa d'un depòsit de retenció i regulació d'aigües pluvials, amb la funció de protegir la xarxa de clavegueres i evitar inundacions a la zona. Es troba entre el passeig d'Urrutia i el carrer de Vilalba dels Arcs. Té una capacitat de 18.000 m³ i una profunditat de 5,3 me.
Al costat sud del parc es troba un edifici de l'any 1995 anomenat Fòrum Nord de la Tecnologia, que està en part rodejat per un estany, i ocupat per diferents empreses tecnològiques, un aparcament soterrat, un bar-restaurant, aules de Barcelona Activa i del Cibernàrium. Ocupa una part del solar de l'Institut Mental de la Santa Creu.

## Galeria

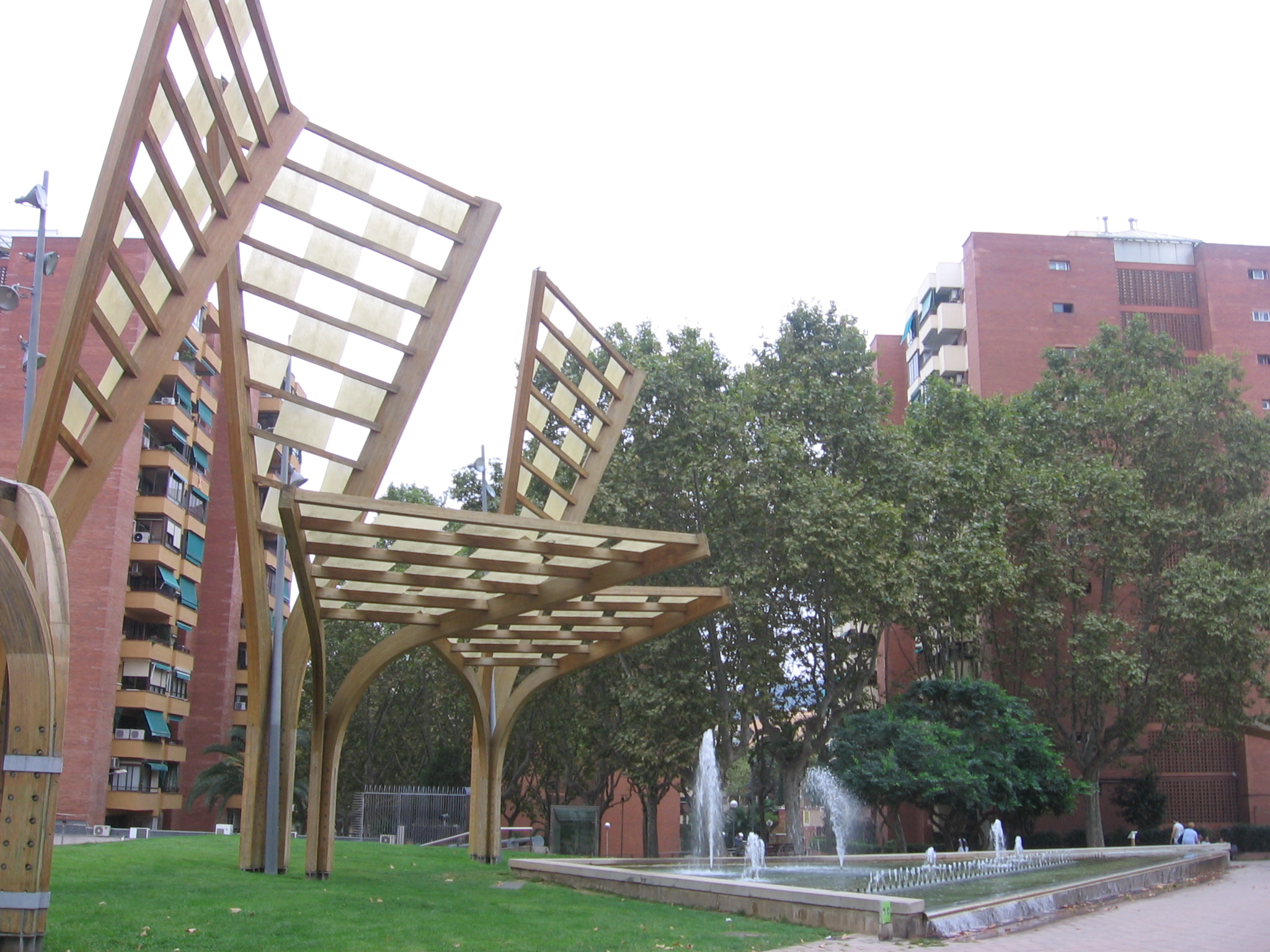
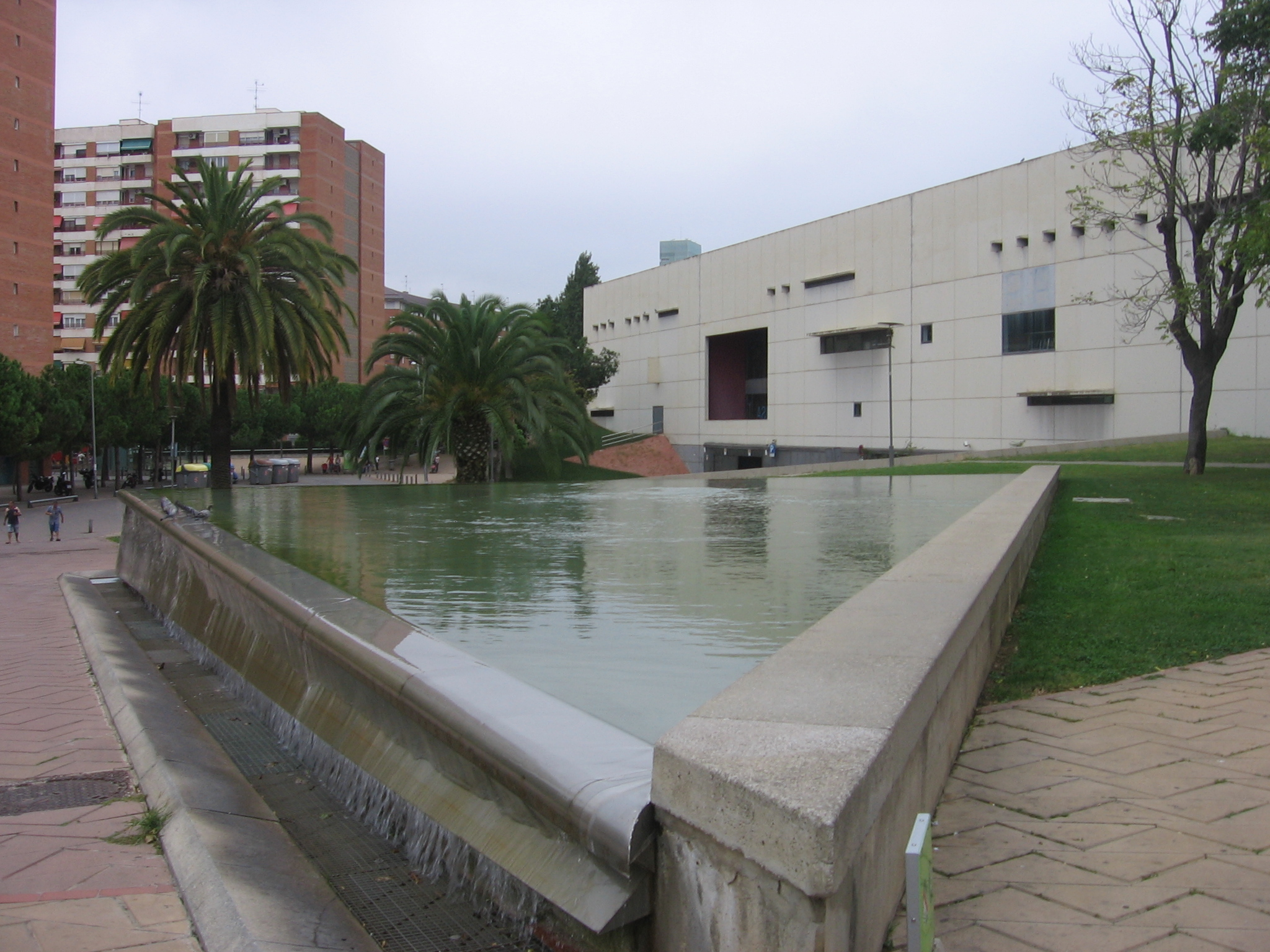
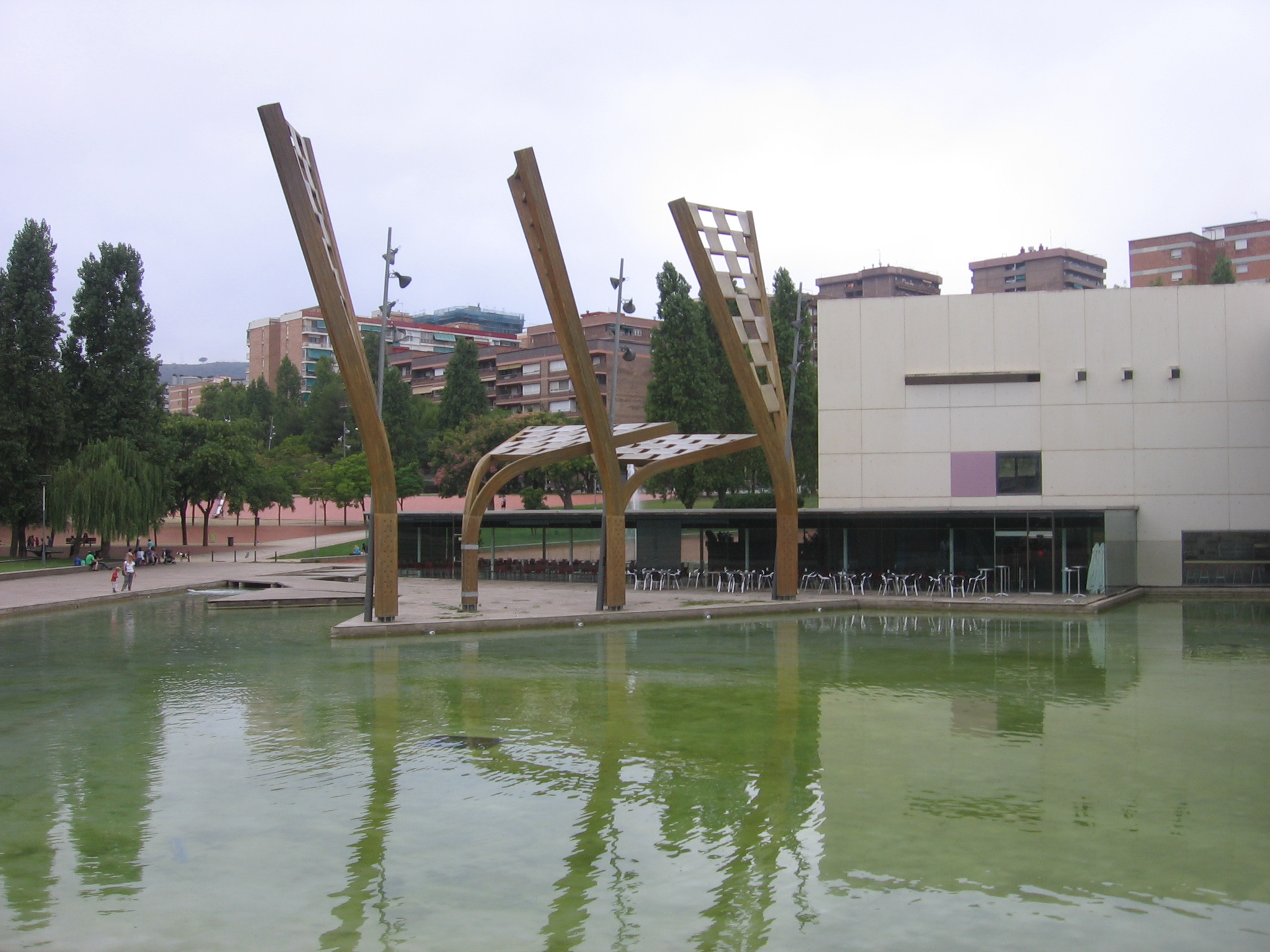
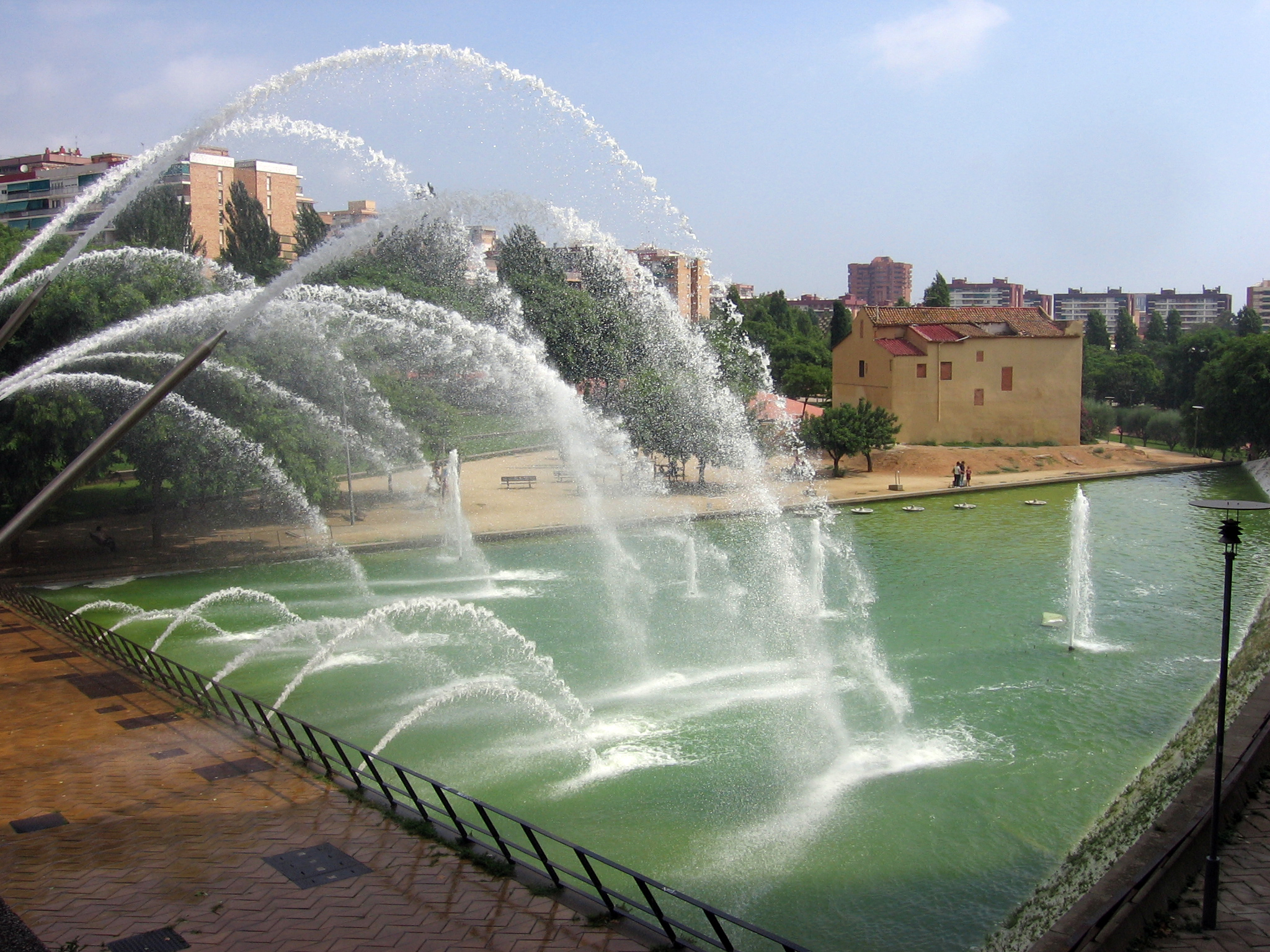
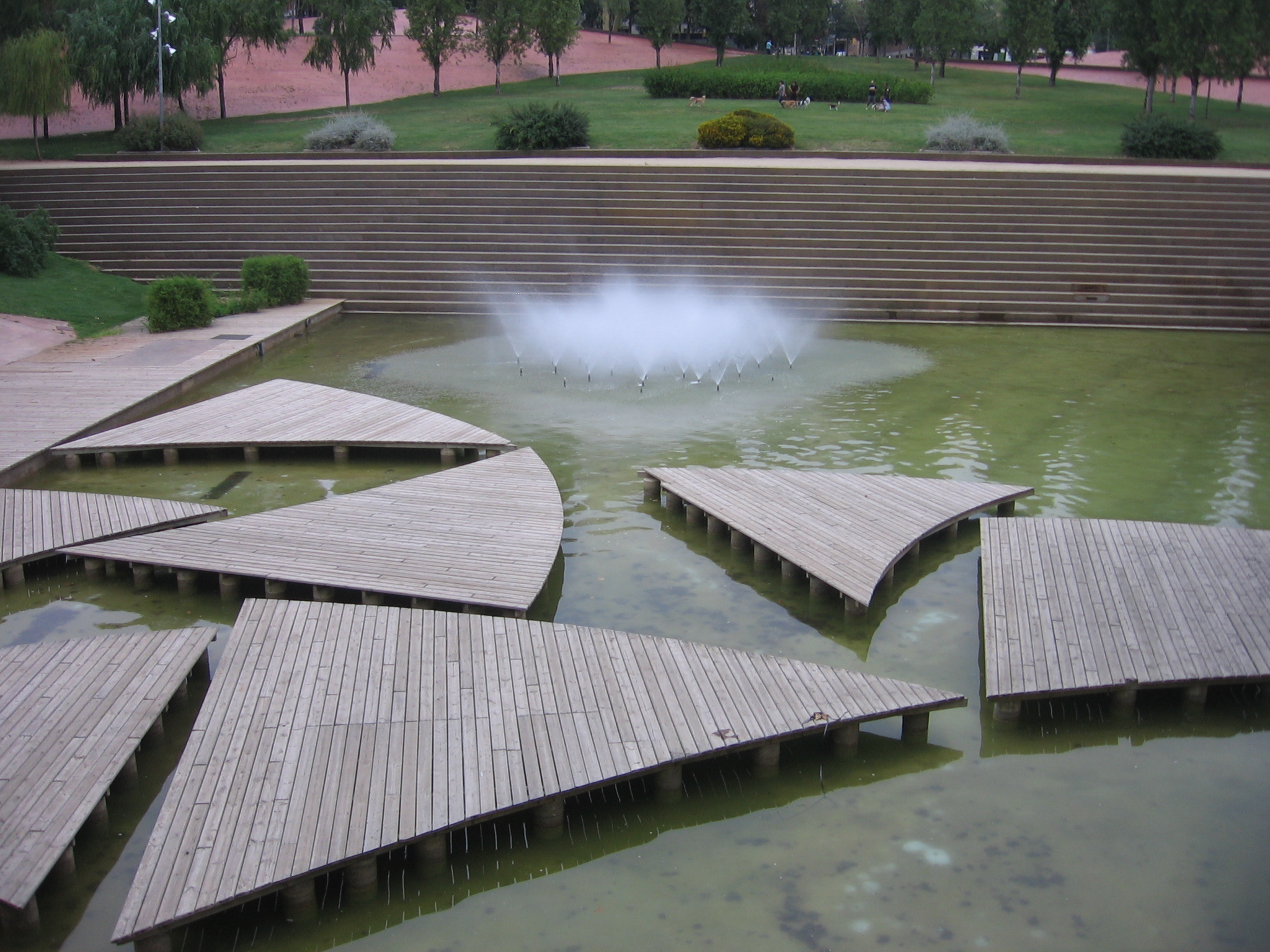